# Cartaletis pallida
Cartaletis pallida là một loài bướm đêm trong họ Geometridae.